# Baurutitan britoi
Baurutitan ('tità de Bauru') és un gènere representat per una única espècie de dinosaure sauròpode titanosàurid (Baurititan britoi), que va viure a la fi del període Cretaci, fa aproximadament 80 milions d'anys, en el Campanià, en el territori que és avui Sud-amèrica. Era un gran animal quadrúpede d'uns 12 metres de llarg i unes 30 tones de pes. Un gran herbívor de coll llarg. Els fòssils es van trobar a Uberaba, regió de Peirópolis, a l'estat de Minas Gerais del Brasil. Pertany a sediments del grup Bauru del qual rep el nom.
S'ha descobert un sacre segon d'una seqüència de 18 vèrtebres caudals. Aquest nou gènere s'inclou entre els titanosaures per diverses característiques, incloent-hi el contorn de la superfície anterior de l'articulació de les caudals anteriors i mitjanes de forma subrectangular, amb un procés dirigit lateralment que intercepta el lamina espinoprezygapofiseal en 1a cabal; la tuberositat prezygapofiseal dorsal en el marge lateral dels prezygapofises de caudals 2-4, que dirigeix cap a fora en centrecaudal. Aquest material demostra que el cant horitzontal present en cabals mitjans i posteriors d'alguns titanosaures és homòleg amb una tuberositat dorsal i no amb el procés transversal.